# Ilarion Vasiljevič Vasilčikov
Knez Ilarion Vasiljevič Vasilčikov (rusko Илларио́н Васи́льевич Васи́льчиков), ruski general, * 1777, † 1847.
Bil je eden izmed pomembnejših generalov, ki so se borili med Napoleonovo invazijo na Rusijo; posledično je bil njegov portret dodan v Vojaško galerijo Zimskega dvorca.
Med letoma 1838 in 1847 je bil predsednik Vlade Ruskega imperija.

## Življenje
Rodil se je generalu Vasiliju Andrejeviču Vasilčikovu iz družine stare nemške rodbine (v Rusijo so se preselili v 14. stoletju); sprva je služil pri gardistih, nato pa na dvoru (leta 1799 je postal dvorni džentleman). 
Pri tem se je spoprijateljil z bodočim carjem Aleksandrom I.; ko je le-ta nasledil prestol, je povišal Vasilčika v generalmajorja. 
Leta 1803 je postal poveljnik Ahtirskega huzarskega polka, s katerim se je udeležil bojev proti Napoleonu v letih 1805-07; zaradi zaslug je bil povišan v generalporočnika. 
Postal je poveljnik konjenice celotne Šlezijske armade; v Franciji je ustanovil Konjeniški lovski polk, katerega je postal poveljnik. Leta 1814 je postal poveljnik divizije Gardne lahke konjenice, in leta 1817 poveljnik Gardnega korpusa. 
Čez štiri leta je podal odpoved in postal je državni svetnik. Imel je vodilno vlogo pri zatrtju decembrske vstaje; leta 1831 je bil povzdignjen v grofa (s čimer je postal dvorjan) in leta 1839 v kneza. Leta 1831 je postal vrhovni poveljnik sil v Sankt Peterburgu in okolici in leta 1833 generalni inšpektor konjenice ter poveljnik Ahtirskega huzarskega polka. Med letoma 1838 in 1837 je bil predsednik komiteja ministrov in Državnega sveta. Car Nikolaj I. Ruski je imel popolno zaupanje v njem in ga zelo spoštoval, tako da je bil najvplivnejši politik. 